# Malaysische Fußballnationalmannschaft (U-23-Männer)
Die malaysische U-23-Fußballnationalmannschaft ist eine Auswahlmannschaft malaysischer Fußballspieler. Sie untersteht dem malaysischen Fußballverband FAM und repräsentiert diesen international auf U-23-Ebene, etwa in Freundschaftsspielen gegen die Auswahlmannschaften anderer nationaler Verbände, bei U-23-Asienmeisterschaften sowie den Fußballturnieren der Olympischen Sommerspiele, der Asienspiele und der Südostasienspiele.
Bisher konnte sich die Mannschaft nicht für das olympische Fußballturnier qualifizieren. An der U-23-Asienmeisterschaft nahm Malaysia einmal teil und erreichte dabei 2018 das Viertelfinale. Bei den Südostasienspielen 2009 und 2011 gewann die Mannschaft jeweils die Goldmedaille. An den Asienspielen nahm Malaysia fünfmal teil und schaffte es 2010 und 2018 jeweils in das Achtelfinale.
Spielberechtigt sind Spieler, die ihr 23. Lebensjahr noch nicht vollendet haben und die malaysische Staatsangehörigkeit besitzen.

## Bilanzen
| Olympische Spiele - 1992 bis 2020: Nicht qualifiziert U-22-/23-Asienmeisterschaften - 2014 bis 2016: Nicht qualifiziert - 2018: Viertelfinale - 2020: Nicht qualifiziert Asienspiele - 2002: Gruppenphase - 2006: Gruppenphase - 2010: Achtelfinale - 2014: Gruppenphase - 2018: Achtelfinale | Südostasienspiele - 2001: Zweiter - 2003: Dritter - 2005: Dritter - 2007: Gruppenphase - 2009: Erster - 2011: Erster - 2013: Vierter - 2015: Gruppenphase - 2017: Zweiter |